# Kampánské Apeniny
Kampánské Apeniny, také Neapolské Apeniny (italsky  Appennino campano) je část Apenin na jihu Itálie, v Jižních Apeninách, v Kampánii. Kampánské Apeniny se rozkládají od průsmyku Sella di Vinchiaturo na západě, k průsmyku Sella di Conza na východě (kde hraničí s Lukánskými Apeninami). Nejvyšší horou je Cervialto (1 809 m).

## Hlavní horské masivy
- Monti del Partenio
- Monti Picentini
- Taburno Camposauro

## Geologie
Kampánské Apeniny jsou složeny z vápenců a dolomitů z období triasu. Reliéf je ostře členěný se stopami pleistocenního zalednění ve vrcholových částech.